# NGC 1284
NGC 1284 је лентикуларна галаксија у сазвежђу Еридан која се налази на NGC листи објеката дубоког неба.
Деклинација објекта је - 10° 17' 19" а ректасцензија 3h 17m 45,4s. Привидна величина (магнитуда) објекта NGC 1284 износи 13,8 а фотографска магнитуда 14,8. NGC 1284 је још познат и под ознакама MCG -2-9-22, NPM1G -10.0134, PGC 12247.